# Санкт-Бернхард-Фрауэнхофен
Санкт-Бернхард-Фрауэнхофен (нем. Sankt Bernhard-Frauenhofen) — коммуна (нем. Gemeinde) в Австрии, в федеральной земле Нижняя Австрия. 
Входит в состав округа Хорн.  Население составляет 1284 человека (на 31 декабря 2005 года). Занимает площадь 29,47 км². Официальный код  —  31123.

## Политическая ситуация
Бургомистр коммуны — Карл Габлер (АНП) по результатам выборов 2005 года.
Совет представителей коммуны (нем. Gemeinderat) состоит из 19 мест.
- АНП занимает 17 мест.
- СДПА занимает 2 места.